# Зеленчик суматранський
Зеленчик суматранський (Chloropsis media) — вид горобцеподібних птахів родини зеленчикових (Chloropseidae).

## Поширення
Ендемік Суматри. Поширений в горах Барісан від центрального Ачеху до національного парку Букіт Барісан Селатан.

## Опис
Птах завдовжки 17,7-18,8 см. Тіло міцної статури. Дзьоб конічний, довгий, ледь зігнутий. Крила заокруглені. Хвіст квадратний. Ноги міцні.
Оперення майже повністю зелене, світліше на грудях та череві, і темніше на голові, крилах і спині. На голові і хвості оперення жовте. На передпліччі є блакитна ділянка. У самців є чорна маска, яка заходить на горло. Вони мають яскраво-сині вуса.

## Спосіб життя
Живе у вологих тропічних лісах з густим пологом. Активний вдень. Трапляється поодинці або під час шлюбного періоду парами. Всеїдний. Живиться комахами та фруктами, інколи нектаром. Основою раціону є плоди інжиру. Сезон розмноження триває з квітня по червень. Моногамні птахи. Самиця будує чашоподібне гніздо між гілками дерев. У гнізді 2-3 яйця рожевого кольору. Насиджує самиця. Інкубація триває 14 днів. Самець підгодовує партнерку під час насиджування. Про пташенят піклуються обидвоє батьків.